# Ipotaurina
L'ipotaurina (dal greco hypo, che significa "sotto" o "inferiore", a indicare la sua natura di forma ridotta della taurina) è un composto organico appartenente alla classe dei derivati solforati. Chimicamente si presenta come una molecola intermedia nel metabolismo della taurina, un acido amminosolfonico presente in molti tessuti animali. La sua formula molecolare è {\textstyle {\ce {C2H7NO2S}}}.

## Ruolo biologico
L'ipotaurina viene sintetizzata in alcuni tessuti a partire dalla cisteamina e rappresenta un passaggio fondamentale nella formazione della taurina, un composto noto per il suo ruolo nella regolazione osmotica, nella stabilizzazione delle membrane cellulari e nella neuroprotezione. Inoltre, l'ipotaurina possiede proprietà antiossidanti, che la rendono un'importante difesa contro il danno ossidativo causato dai radicali liberi.

## Metabolismo
Nel metabolismo degli organismi aerobi, l'ipotaurina si forma attraverso specifiche reazioni enzimatiche e successivamente viene ossidata a taurina. Questo processo avviene principalmente nel fegato, ma coinvolge anche altri tessuti come il cervello e la retina, dove la taurina svolge funzioni fisiologiche essenziali.

## Proprietà chimiche
- Formula molecolare: {\displaystyle {\ce {C2H7NO2S}}}
- Peso molecolare: 109,15 g/mol
- Gruppi funzionali principali: Amminosolfonico
- Stato fisico: Solido in condizioni standard, solubile in acqua.

## Impieghi e ricerca
L'ipotaurina è studiata per il suo potenziale ruolo in ambito medico, in particolare per le sue proprietà antiossidanti e il possibile coinvolgimento nella protezione contro lo stress ossidativo. Sono in corso ricerche che esaminano il suo utilizzo nel trattamento di malattie neurodegenerative, cardiovascolari e metaboliche, sebbene non vi siano ancora applicazioni cliniche consolidate.

## Presenza in natura
Questo composto è stato identificato in diversi organismi animali, inclusi tessuti marini e terrestri. La sua concentrazione varia a seconda delle condizioni fisiologiche e delle necessità metaboliche dell'organismo.

## Origini della scoperta
L'ipotaurina è stata identificata per la prima volta nel contesto degli studi sul metabolismo della taurina. Negli ultimi decenni, l'interesse scientifico verso questo composto è aumentato, in particolare per il suo possibile impatto sulla salute umana.